# Carlos Falquez Aguilar
Carlos Alberto Falquez Aguilar (Pasaje, 12 de agosto de 1975) es un ingeniero agrónomo y político ecuatoriano. Fue alcalde de Machala, entre 2014 y 2019.

## Biografía
Nació el 12 de agosto de 1975, en el cantón ecuatoriano de Pasaje.
Realizó su formación primaria en la Escuela «Ciudad de Pasaje», y la secundaria en el Colegio Marista Diocesano «Dr. Manuel González». Tras realizar estudios en la Universidad EARTH (Costa Rica), obtuvo el título de ingeniero agrónomo.

### Carrera política
Se desempeñó como diputado por la provincia de El Oro.
Tras el rechazo de la postulación de su padre, Carlos Falquez Batallas, a la reelección como Alcalde de Machala por parte del Consejo Nacional Electoral, Falquez Aguilar se postuló como candidato a alcalde por el Partido Social Cristiano, y consiguió la victoria tras las elecciones seccionales de Ecuador de 2014.
Para las elecciones seccionales de 2019 intentó reelegirse al cargo, pero fracasó en el intento.